# مخروط آتشفشانی

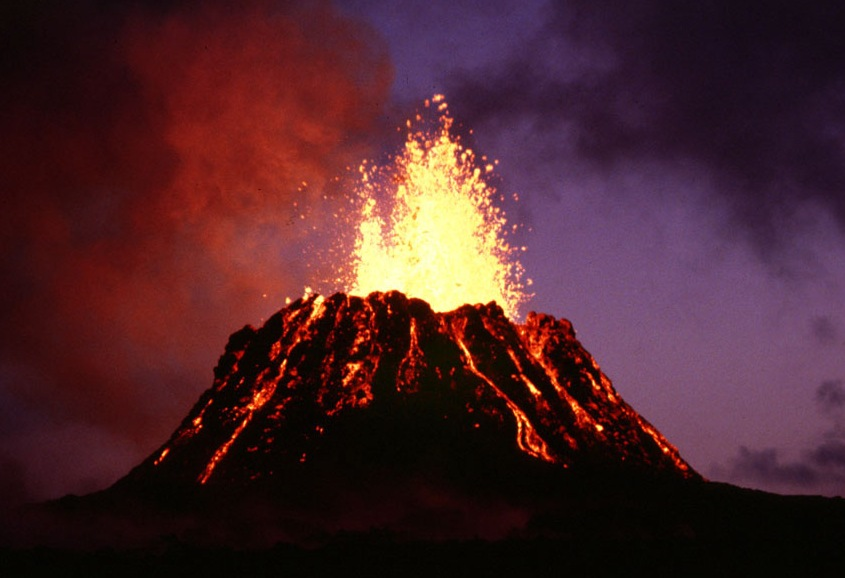
مخروط آتشفشان در هاوایی

مخروط آتشفشانی (به انگلیسی: Ash Cone) تپه مخروطی یا کوه مخروطی که بوسیله فوران مواد از دهانه یک آتشفشان ساخته می‌شود. دامنه‌های یک مخروط، اخگر آتشفشانی و عموما پرشیب تر از یک مخروط خاکستر آتشفشانی است، زیرا که مواد آن درشت‌تر، و در نتیجه زاویه قرار گیری مواد بزرگتر است.